# Adarnase I
Adarnase I (in georgiano: ადარნასე; ... – VIII secolo) fu un nobile del tardo VIII secolo che visse in  Iberia (oggi nota come Cartalia, regione della moderna Georgia) nonché fondatore della  dinastia bagratide georgiana. Si affermò nel Tao-Klarjeti come vassallo della dinastia cosroide di Iberia e, per eredità, acquisì ulteriori terre, ponendo le basi per l'elevazione dei Bagratidi - nella persona di suo figlio Ashot I - al Principato di Iberia.

## Origini
La medievale cronaca georgiana Storia del re Vakhtang Gorgasali, parte della raccolta nota come Cronache georgiane, attribuita a Juansher, riferisce che il principe (mtavari) Adarnase giunse presso il sovrano georgiano Archil, della dinastia cosroide, e gli chiese della terra, accettando di divenire suo vassallo. Gli furono assegnate Shulaveri e Artani (la moderna Ardahan, in Turchia). Secondo lo stesso autore, Adarnase era un discendente del profeta Davide, nonché nipote o - secondo un altro manoscritto - abiatico di Adarnase il Cieco; suo padre era imparentato con i Bagratidi ed era stato nominato duca in terra armena dai bizantini. Oppresso dall'arabo Marwan II, era arrivato presso i "figli del curopalate Guaram III e vi era rimasto".

## Famiglia
Adarnase era sposato con una figlia del principe Nerse d'Iberia con la quale ebbe due figli. Uno di questi,  Ashot, gli succedette nel Tao-Klarjeti e divenne il primo principe bagratide a regnare sull'Iberia. Secondo la "Cronaca di Cartalia", Adarnase ebbe anche una figlia,  Latavri. Sposò Juansher, un figlio dello stesso principe Archil, dal quale Adarnase ricevette terre e protezione. La madre di Juansher era inizialmente contraria al matrimonio, come afferma la cronaca, a causa della sua ignoranza delle origini davidiche dei Bagratidi. La cronaca, a causa della sua ignoranza delle origini davidiche dei Bagratidi. Questa alleanza dinastica permise ad Adarnase di espandere ulteriormente i suoi possedimenti. Le proprietà territoriali di Archil erano state divise fra tre eredi; Juansher era uno di loro. Quando questi morì (circa 806), Adarnase ne ereditò il terzo di beni paterni attraverso sua figlia e lo unì con le terre acquisite durante la vita dal genero, gettando così le basi per il feudo ereditario dei Bagratidi georgiani a Tao-Klarjeti e Javakheti. Latavri e il suo defunto padre Adarnase sono commemorati in un'iscrizione georgianaIl professore Cyril Toumanoff presume che "Adarnase il Cieco", ricordato da Juansher, ma non attestato altrove, sia un semplice errore per Ashot III il Cieco d'Armenia (ca. 690 - 762), rendendo così Adarnase non nipote, ma abiatico di Ashot, attraverso suo figlio Vasak che avrebbe potuto sposare la figlia del principe georgiano Guaram III e vissuto come fuggitivo alla sua corte dopo la disastrosa ribellione della nobiltà armena contro il dominio del 772. Vasak non viene ricordato nei documenti georgiani, dove l'origine storica dei Bagratidi è ampiamente oscurata in favore della rivendicazione della discendenza davidica. Quindi, Sumbat Davitisdze, il biografo dell'XI secolo della dinastia georgiana, fa solo un riferimento accidentale ad Adarnase e proietta, erroneamente o intenzionalmente, l'arrivo degli antenati Bagratidi indietro di diversi secoli prima.